# Litvánia címere

Litvánia címere

Litvánia címere. 1990–1991

Litvánia címerét a 14. század végén vezették be. Litvánul vytisnek nevezték, ami azt jelenti: „küldönc”, „lovag”. Azonban minthogy a „vyti” ige azt jelenti: „üldöz, sietve követ, hogy megelőzze”, magyarul „üldözés”, vagy "üldöző" lehetne a címer elnevezése. 
A litván címer – vagyis az „üldözés” – egy páncélos középkori lovagot ábrázol egy vágtázó lovon, kivont karddal a feje felett. A 18. század végéig az „üldözés” vörös mezőben szerepelt Litvánia összes hadi- és állami zászlaján. Majd 1918-ban, amikor Litvánia visszanyerte függetlenségét, a vytis, vagyis „üldözés” vált a fő ábrává mind az állami, mind pedig az elnöki lobogó előlapján.
1991-ben, az ország függetlenné válásakor újra bevezették a címert, és azóta szerepel az elnöki zászlón, valamint a hadi lobogón is.
A 2015-ben bevezetett litván euróérmék nemzeti oldalán is ugyanez a motívum látható.